# بلوک کرواسی
بلوک کرواسی (در زبان کرواسی: Hrvatski blok, HB) حزبی دست راستی در کرواسی است.
این حزب در مجمع سال ۲۰۰۲ اتحادیه دموکرات مسیحی و بر سر اختلافات ایوا پاسالیچ و ایو سانادر از آن منشعب شد. بعد از این‌که پاسالیچ نتوانست رهبری اتحادیه را به دست بگیرد او و طرفدارانش سانادار را به استفاده از روش‌های غیردموکراتیک در مجمع و همچنین فاصله گرفتن از سیاست‌های ناسیونالیستی فرانیو تودمان متهم کردند و از آن حزب جدا شدند و بلوک کرواسی را بنیان گذاشتند.
بلوک کرواسی نتوانست جمعیت چشمگیری از طرفداران اتحادیه دموکرات مسیحی را به خود جلب کند و سانادر در انتخابات پارلمانی ۲۰۰۳ بسیار موفق ظاهر شد و بلوک کرواسی حتی وارد پارلمان نیز نشد.